# Rhynchina albiluna
Rhynchina albiluna är en fjärilsart som beskrevs av George Francis Hampson 1902. Rhynchina albiluna ingår i släktet Rhynchina och familjen nattflyn. Inga underarter finns listade.